# Lethrus nikolajevi
Lethrus nikolajevi är en skalbaggsart som beskrevs av Medvedev 1971. Lethrus nikolajevi ingår i släktet Lethrus och familjen tordyvlar. Inga underarter finns listade i Catalogue of Life.